# Pilea johnsii
Pilea johnsii es una especie de planta del género Pilea, perteneciente a la familia Urticaceae.

## Taxonomía
Pilea johnsii fue descrita por A. K. Monro en 2005.

## Distribución
Se encuentra en el territorio de Nueva Guinea.